# 單側聽損
為聽覺障礙的一種，特指單耳聽力損失，另一耳仍保有聽力的情形。

## 定義
單側聽力缺損(Unilateral hearing loss,UHL)，或稱單側全聾(single sided deafness,SSD)，為聽覺障礙的一種，特指單耳聽力損失，另一耳仍保有聽力的情形。
在臨床上，單側聽損的定義如下：
- 優耳氣導平均聽閾值優於等於15dBHL
- 劣耳氣導平均聽閾劣於等於20dBHL
- 2000Hz以上任兩頻率之聽閾值劣於25dBHL，平均聽閾計算之頻率為500,1000,及2000 Hz 。[1]

### ※一般對於永久性單側聽損的定義如下：
1.至少有一隻耳朵的聽力在正常聽力範圍內(<=15dBHL)。

### ※有聽力損失的耳朵之聽損程度需為：
1.平均氣導純音聽力閾值(PTA) >=20分貝(dB HL)，或
2.至少有2個在2000Hz以上的頻率之平均氣導聽閾 >25分貝

## 原因
造成單側聽損的原因有很多種，常見原因如下：

### 先天性：
1.基因遺傳
2.產前遭受感染，如巨細胞病毒
3.耳毒性藥物

### 後天性：
1.細菌感染：腦膜炎，梅毒、流行性感冒
2.病毒感染：德國麻疹，麻疹，腮線炎，皰疹
3.耳朵或大腦中有腫瘤
4.循環系統方面的疾病
5.嚴重的美尼爾氏症
6.頭部外傷

## 症狀與併發問題

### 聲源辨位
1.聽不清楚聲音，特別是要聽取的聲音朝向劣耳(聽不好的耳朵)。
2.對聲音來源的定位有困難。
3.在噪音環境下辨識語音有困難。
4.因定位聲源有困難，所以無法清楚知道聲音來自哪一個方向，更因為所有的聲音似乎都來自於優耳那一邊，故可能造成安全問題，例如：這牽涉到過馬路的安全。

### 平衡障礙
部分單側聽損的患者還會有平衡感不佳的問題。

### 語言發展
聲音不只影響語言學習，還會影響大腦發育，根據醫學報告指出，單側聽損愈早有輔具介入，在大腦神經及語言刺激上都有加乘的效益，如未及早發現並治療，對聲音的刺激不足，有可能導致語言發展遲緩。

### 學習問題
常因在噪音環境下瞭解語音有困難，而導致注意力短暫，容易分心，進而學習意願低落或學業表現不佳。

### 社會適應
單側聽損在比較吵雜的環境就聽不太清楚別人說什麼，對於人際關係及社交應酬上比平常人更困難，所以在社交、工作上非常弱勢，許多人求職都會有影響。

## 治療

### 輔具配戴[2]
1.FM調頻系統：較常建議配戴的聽能輔具，一般是優耳配戴FM系統，以幫助兒童克服教室內吵雜環境。
2.助聽器：如果有聽損的耳朵之聽損程度在25至65分貝，且仍有可利用之語詞辨識能力，則可考慮配戴一般氣導助聽器，以便幫助刺激劣耳聽神經，聽辨音源及維持平衡。
3.BAHA骨傳導植入式助聽器: 藉由手術植入骨導裝置，然後透過植入式骨傳導助聽器將外界聲音能量直接傳導到骨頭，經由聽神經再傳到大腦的聽覺中樞。此款助聽器較適合因長期中耳炎或中耳問題所引起的單側聽損者。建議植入年齡為5歲以上兒童。
4.CROS助聽器：此種助聽器適用較適合單側全聾個案，其原理是在劣耳側放置發射器，藉由有線或無線傳輸將聲音傳至正常耳或優耳側的接受器。對於兒童而言，除非兒童已有能力掌控其溝通情境，否則較不推薦。

### 改善聽能環境[2]
1.限制背景噪音：如降低教室內外噪音干擾。
2.位置的安排：兒童在教室內時，最好將正常耳朝向教室內老師說話處，避免正常耳朝向走廊或噪音處。因此合適的座位安排對單側聽損兒童的學習十分重要。

## 單側聽損常見的問題

### 單側聽損是否符合身心障礙資格？
身心障礙保護法所界定的聽覺障礙，是指雙耳都聽不清楚的人，單側聽損並不在保障範圍內。

### 單側聽損能申請補助嗎？
礙於現行法令規定，單側聽損沒辦法領取身障手冊資格，然而相關補助與身障手冊綁在一起，因此身障手冊享有的各種社會補助對單側聽損而言並不適用。
值得一提的是，若有參加勞保可以申請請領勞保聽覺失能給付，單耳聽力損失到達70分貝以上可以申請失能給付。

### 單側聽損是否要配戴助聽器？
許多參考文獻皆有指出，提早用輔具介入可以延緩退化，所以建議單側聽損者配戴助聽器，可確保劣耳仍然持續接收聲音，讓劣耳側的聽神經能得到必要的刺激。
配戴助聽器的好處除了避免劣耳的聽辨能力變差，也可讓單側聽損有較好的聲源辨識能力，在吵雜環境中會有幫助，對維持平衡也有助益。

## 與單側聽損者的相處方式
通常，單側聽損患者在與人交談時會習慣用聽力正常的一耳去接收他所要注意的聲音。另外，在較為嘈雜的環境中，單側聽損的患者也可能無法接受到完整、清晰的聲音訊號，出現無法理解說話者語意的情形。
如果注意到身邊的人有這些的情況，那麼他可能便有單側聽損的問題。

## 國外已將單側聽損視為殘疾人
以下是馬來西亞針對單側聽損修改的法令：
KURANG UPAYA PENDENGARAN
i. Bilateral hearing loss
  Kurang upaya Pendengaran diambil kira sekiranya:
a) Tahap pendengaran ≥40dBHL (dewasa)  di telinga yang lebih baik berdasarkan purata 4 frequensi: (500Hz, 1KHz, 2KHz, 4KHz)
b) Tahap pendengaran ≥ 30dBHL (kanak-kanak) di telinga yang lebih baik berdasarkan  purata  4 frequensi: 500Hz, 1KHz, 2KHz, 4KHz)
ii. Single sided deafness (SSD) / Profound unilateral hearing loss
Tahap pendengaran sangat teruk melebihi ≥ 91dBHL di sebelah telinga berdasarkan purata  4 frequensi: (500Hz, 1KHz, 2KHz, 4KHz)
iii. Kecacatan telinga kekal / sindrom berkaitan  telinga /sindrom berkaitan pendengaran
contoh: microtia, atresia, anotia, Treacher Collins, Goldenhar syndrome etc.
 iv. Lain-lain
Single-sided deafness (SSD) has been recognized as a disability in Malaysia, do explain more about SSD?
In 2019, the Social Welfare Department of Malaysia has included single-sided deafness (SSD) or profound unilateral hearing loss on its disability list. So what is SSD? Hearing loss in one ear is known are a unilateral hearing loss. The degree of hearing loss can vary from mild, moderate, severe to profound hearing loss. In general, “single-sided deafness” refers to profound hearing loss in one ear, with normal hearing in the other ear. We were designed to have two ears for a reason – the brain uses both ears to pinpoint the location of a sound and to improve hearing quality and range. Losing hearing in one ear presents particular challenges like:
- You cannot always pinpoint where the sound incoming from.
- You may struggle to hear in noisy environments.
- You may find it harder to tell how loud a sound is.
- You may struggle to multi-task.

## 著名的單側聽損者
- 塞繆爾·約翰遜